# Pokémon Emerald
Pokémon Emerald Version (ポケットモンスターエメラルド Poketto Monsutā Emerarudo, "Pocket Monsters: Emerald") este un titlu din lista jocurilor video Pokémon. Acesta a fost creat de către Game Freak și publicat de Nintendo, având ca platformă consola portabilă Game Boy Advance. Este un remake îmbunătățit al jocurilor Pokémon Ruby & Sapphire, în aceeași manieră ca Pokémon Yellow, Crystal și Platinum, ce erau remake-uri ale jocurilor Red & Blue, Gold & Silver, respectiv Diamond & Pearl. A fost lansat pe 16 septembrie 2004 în Japonia, pe 1 mai 2005 în America de Nord, pe 9 iunie 2005 în Europa, iar pe 21 octombrie 2005 în Australia. Creatorii au vrut să facă din Emerald o versiune mai bună a Ruby și Sapphire, pe care le descriau ca titlurile Pokémon "extreme".